# Sportåret 1841

## Händelser

### Boxning
- 2 februari – Nick Ward besegrar Ben Caunt i Crookham Common och försvarar därmed sin engelska mästerskapstitel i tungvikt. Matchen varar i tolv minuter över sju ronder. Caunt diskas när han påstås slå till Ward medan denne är nere.[1]

- 11 maj – Ben Caunt besegrar Nick Ward i Long Marston och tar därmed över den engelska mästerskapstiteln i tungvikt. Matchen varar i 47 minuter över 35 ronder.[2] Efter matchen meddelar Ward att han drar sig tillbaka.[1]

- 9 september – Tom Hyer besegrar Country McCleester i Caldwell's Landing och gör anspråk på den amerikanska mästerskapstiteln i tungvikt. Matchen varar i två timmar och 55 minuter över 101 ronder.[3]

### Cricket
- Okänt datum – Kent CCC vinner County Championship (en inofficiell titel fram till 1890, då de första officiella mästarna koras).

### Rodd

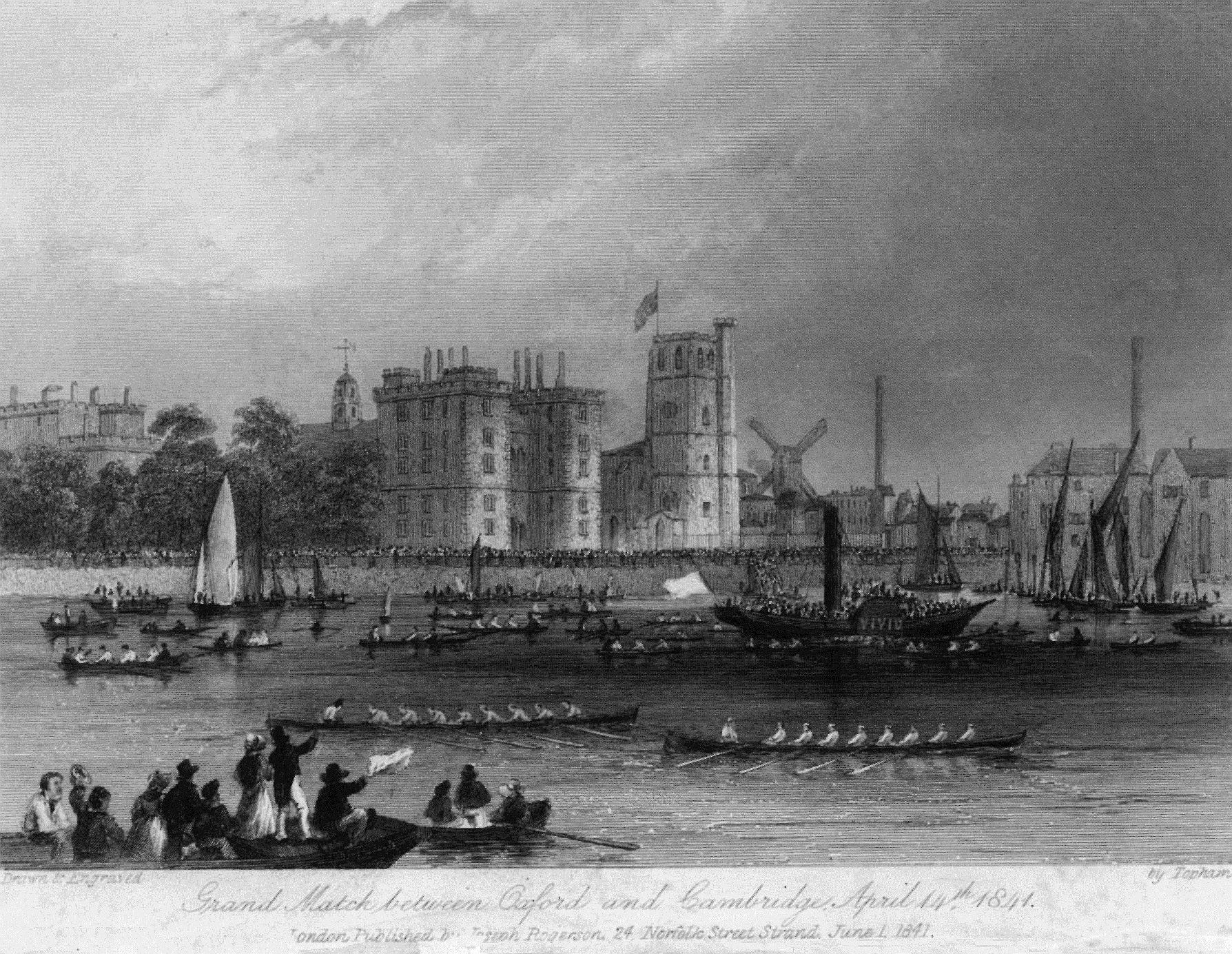
Målning föreställande universitetsrodden 1841.

- 14 april – Cambridge vinner universitetsrodden över Oxford. Ställningen är därmed 4–1 till Cambridge.[4]